# Marathon d'Amsterdam
Le marathon d'Amsterdam est une épreuve de course à pied de 42,195 kilomètres qui a lieu chaque année depuis 1975 à Amsterdam, aux Pays-Bas.
Il se déroule en octobre depuis la 24e édition en 1999, et il attire de nombreux athlètes de haut niveau depuis les années 1990, quand les organisateurs ont opté pour un parcours plat et rapide. C'est une des dix courses les plus réputées.
En 2007, sept athlètes ont terminé en moins de 2 h 8 min. Le Kényan Emmanuel Mutai a remporté l'édition en 2 h 6 min 29 s, soit la deuxième place du classement mondial de 2007 et neuf secondes de plus du record établi en 2005 par l'Éthiopien Haile Gebrselassie.

## Description
Le premier marathon d'Amsterdam se déroule pendant les Jeux olympiques d'été de 1928. C'est Boughera El Ouafi qui le remporte.
Le premier marathon moderne d'Amsterdam a lieu en 1975.
Le départ et l'arrivée ont lieu au stade olympique.

## Palmarès

### Hommes

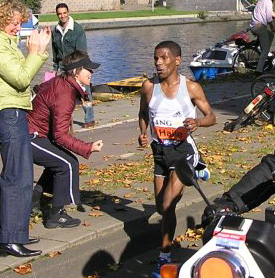
Haile Gebreselassie lors de l'édition 2005

| Édition | Athlète                 | Pays        | Temps           | Date         | Notes                            |
| ------- | ----------------------- | ----------- | --------------- | ------------ | -------------------------------- |
| 1975    | Jørgen Jensen           | Danemark    | 2 h 16 min 51 s | 3 mai        |                                  |
| 1976    | Karel Lismont           | Belgique    | 2 h 18 min 48 s | 8 mai        |                                  |
| 1977    | Bill Rodgers            | États-Unis  | 2 h 12 min 47 s | 21 mai       | Record de l'épreuve              |
| 1978    | Non disputé             | Non disputé | Non disputé     | Non disputé  | Non disputé                      |
| 1979    | Ferenc Szekeres         | Hongrie     | 2 h 14 min 46 s | 19 mai       |                                  |
| 1980    | Gerard Nijboer          | Pays-Bas    | 2 h 09 min 01 s | 26 avril     | Record de l'épreuve              |
| 1981    | Ferenc Szekeres         | Hongrie     | 2 h 18 min 11 s | 9 mai        | 2e victoire                      |
| 1982    | Cor Vriend              | Pays-Bas    | 2 h 12 min 15 s | 8 mai        |                                  |
| 1983    | Cor Vriend              | Pays-Bas    | 2 h 13 min 41 s | 7 mai        | 2e victoire                      |
| 1984    | Gerard Nijboer          | Pays-Bas    | 2 h 14 min 28 s | 12 mai       | 2e victoire                      |
| 1985    | Jose Reveyn             | Belgique    | 2 h 19 min 24 s | 12 mai       |                                  |
| 1986    | William Vanhuylenbroek  | Belgique    | 2 h 14 min 46 s | 11 mai       |                                  |
| 1987    | John Burra              | Tanzanie    | 2 h 12 min 40 s | 10 mai       |                                  |
| 1988    | Gerard Nijboer          | Pays-Bas    | 2 h 12 min 38 s | 7 mai        | 3e victoire                      |
| 1989    | Gerard Nijboer          | Pays-Bas    | 2 h 13 min 52 s | 7 mai        | 4e victoire                      |
| 1990    | Zerehune Gitaw          | Éthiopie    | 2 h 11 min 52 s | 13 mai       |                                  |
| 1991    | Tesfaye Tafa            | Éthiopie    | 2 h 13 min 26 s | 15 septembre |                                  |
| 1992    | Inocencio Miranda       | Mexique     | 2 h 14 min 58 s | 17 septembre |                                  |
| 1993    | Kenichi Suzuki          | Japon       | 2 h 11 min 56 s | 26 septembre |                                  |
| 1994    | Tesfaye Eticha          | Éthiopie    | 2 h 15 min 56 s | 25 septembre |                                  |
| 1995    | Hisayuki Okawa          | Japon       | 2 h 14 min 00 s | 24 septembre |                                  |
| 1996    | Joseph Chebet           | Kenya       | 2 h 10 min 57 s | 3 novembre   |                                  |
| 1997    | Sammy Korir             | Kenya       | 2 h 08 min 24 s | 2 novembre   | Record de l'épreuve              |
| 1998    | Sammy Korir             | Kenya       | 2 h 08 min 13 s | 1er novembre | Record de l'épreuve, 2e victoire |
| 1999    | Fred Kiprop             | Kenya       | 2 h 06 min 47 s | 17 octobre   | Record de l'épreuve              |
| 2000    | Francisco Javier Cortes | Espagne     | 2 h 08 min 57 s | 15 octobre   |                                  |
| 2001    | Driss El Himer          | France      | 2 h 07 min 02 s | 21 octobre   |                                  |
| 2002    | Benjamin Kimutai        | Kenya       | 2 h 07 min 26 s | 20 octobre   |                                  |
| 2003    | William Kipsang         | Kenya       | 2 h 06 min 39 s | 19 octobre   | Record de l'épreuve              |
| 2004    | Robert Cheboror         | Kenya       | 2 h 06 min 23 s | 17 octobre   | Record de l'épreuve              |
| 2005    | Haile Gebreselassie     | Éthiopie    | 2 h 06 min 20 s | 16 octobre   | Record de l'épreuve              |
| 2006    | Solomon Busendich       | Kenya       | 2 h 08 min 52 s | 15 octobre   |                                  |
| 2007    | Emmanuel Mutai          | Kenya       | 2 h 06 min 29 s | 21 octobre   |                                  |
| 2008    | Paul Kirui              | Kenya       | 2 h 07 min 52 s | 19 octobre   |                                  |
| 2009    | Gilbert Yegon           | Kenya       | 2 h 06 min 18 s | 18 octobre   | Record de l'épreuve              |
| 2010    | Getu Feleke             | Éthiopie    | 2 h 05 min 44 s | 17 octobre   | Record de l'épreuve              |
| 2011    | Wilson Chebet           | Kenya       | 2 h 05 min 53 s | 16 octobre   |                                  |
| 2012    | Wilson Chebet           | Kenya       | 2 h 05 min 41 s | 21 octobre   | Record de l'épreuve, 2e victoire |
| 2013    | Wilson Chebet           | Kenya       | 2 h 05 min 36 s | 20 octobre   | Record de l'épreuve, 3e victoire |
| 2014    | Bernard Kipyego         | Kenya       | 2 h 06 min 22 s | 19 octobre   |                                  |
| 2015    | Bernard Kipyego         | Kenya       | 2 h 06 min 19 s | 18 octobre   | 2e victoire                      |
| 2016    | Daniel Wanjiru          | Kenya       | 2 h 05 min 21 s | 16 octobre   | Record de l'épreuve              |
| 2017    | Lawrence Cherono        | Kenya       | 2 h 05 min 09 s | 15 octobre   | Record de l'épreuve              |
| 2018    | Lawrence Cherono        | Kenya       | 2 h 04 min 06 s | 21 octobre   | Record de l'épreuve, 2e victoire |
| 2019    | Vincent Kipchumba       | Kenya       | 2 h 05 min 09 s | 20 octobre   |                                  |
| 2021    | Tamirat Tola            | Éthiopie    | 2 h 03 min 39 s | 17 octobre   | Record de l'épreuve              |
| 2022    | Tsegaye Getachew        | Éthiopie    | 2 h 04 min 48 s | 16 octobre   |                                  |
| 2023    | Joshua Belet            | Kenya       | 2 h 04 min 18 s | 15 octobre   |                                  |
| 2024    | Tsegaye Getachew        | Éthiopie    | 2 h 05 min 36 s | 20 octobre   | 2e victoire                      |

### Femmes
| Édition | Athlète              | Pays     | Temps           | Date         | Notes               |
| ------- | -------------------- | -------- | --------------- | ------------ | ------------------- |
| 1975    | Plonie Scheringa     | Pays-Bas | 3 h 13 min 38 s | 3 mai        |                     |
| 1976    | Corrie Konings       | Pays-Bas | 3 h 24 min 31 s | 8 mai        |                     |
| 1977    | Plonie Scheringa     | Pays-Bas | 3 h 28 min 24 s | 21 mai       | 2e victoire         |
| 1979    | Marianne Nieuwenhuis | Pays-Bas | 3 h 22 min 45 s | 19 mai       |                     |
| 1980    | Marja Wokke          | Pays-Bas | 2 h 40 min 15 s | 26 avril     | Record de l'épreuve |
| 1981    | Marja Wokke          | Pays-Bas | 2 h 43 min 38 s | 9 mai        | 2e victoire         |
| 1982    | Annie van Stiphout   | Pays-Bas | 2 h 37 min 28 s | 8 mai        | Record de l'épreuve |
| 1983    | Antonia Ladanyi      | Hongrie  | 2 h 43 min 47 s | 7 mai        |                     |
| 1984    | Eefje van Wissen     | Pays-Bas | 2 h 43 min 51 s | 12 mai       |                     |
| 1985    | Carolien Lucas       | Pays-Bas | 2 h 47 min 11 s | 12 mai       |                     |
| 1986    | Teresa Kidd          | Irlande  | 2 h 46 min 18 s | 11 mai       |                     |
| 1986    | Teresa Kidd          | Irlande  | 2 h 46 min 18 s | 11 mai       |                     |
| 1987    | Adriana Barbu        | Roumanie | 2 h 36 min 21 s | 10 mai       | Record de l'épreuve |
| 1988    | Elena Murgoci        | Roumanie | 2 h 41 min 56 s | 7 mai        |                     |
| 1989    | Gabriela Gorzyńska   | Pologne  | 2 h 47 min 16 s | 7 mai        |                     |
| 1990    | Renata Kokowska      | Pologne  | 2 h 35 min 31 s | 13 mai       | Record de l'épreuve |
| 1991    | Mieke Pullen         | Pays-Bas | 2 h 41 min 14 s | 15 septembre |                     |
| 1992    | Paulina Grigorenko   | Russie   | 2 h 50 min 41 s | 27 septembre |                     |
| 1993    | Yoshiko Yamamoto     | Japon    | 2 h 29 min 12 s | 26 septembre | Record de l'épreuve |
| 1994    | Barbara Kamp         | Pays-Bas | 2 h 51 min 57 s | 25 septembre |                     |
| 1995    | Agnes Hijman         | Pays-Bas | 2 h 48 min 57 s | 24 septembre |                     |
| 1996    | Nadezhda Ilyina      | Russie   | 2 h 34 min 35 s | 3 novembre   |                     |
| 1997    | Elfenesh Alemu       | Éthiopie | 2 h 37 min 37 s | 2 novembre   |                     |
| 1998    | Catherina McKiernan  | Irlande  | 2 h 22 min 23 s | 1er novembre | Record de l'épreuve |
| 1999    | Lornah Kiplagat      | Kenya    | 2 h 25 min 29 s | 17 octobre   |                     |
| 2000    | Abeba Tolla          | Éthiopie | 2 h 29 min 54 s | 15 octobre   |                     |
| 2001    | Shitaye Gemechu      | Éthiopie | 2 h 28 min 40 s | 21 octobre   |                     |
| 2002    | Getenesh Wami        | Éthiopie | 2 h 22 min 19 s | 20 octobre   | Record de l'épreuve |
| 2003    | Helena Sampaio       | Portugal | 2 h 28 min 06 s | 19 octobre   |                     |
| 2004    | Helena Javornik      | Slovénie | 2 h 27 min 32 s | 17 octobre   |                     |
| 2005    | Kutre Dulecha        | Éthiopie | 2 h 30 min 05 s | 16 octobre   |                     |
| 2006    | Rose Cheruiyot       | Kenya    | 2 h 28 min 26 s | 15 octobre   |                     |
| 2007    | Magdaline Chemjor    | Kenya    | 2 h 28 min 16 s | 21 octobre   |                     |
| 2008    | Lydia Cheromei       | Kenya    | 2 h 25 min 57 s | 19 octobre   |                     |
| 2009    | Eyerusalem Kuma      | Éthiopie | 2 h 27 min 43 s | 18 octobre   |                     |
| 2010    | Alice Timbilil       | Kenya    | 2 h 25 min 03 s | 17 octobre   |                     |
| 2011    | Tiki Gelana          | Éthiopie | 2 h 22 min 08 s | 16 octobre   | Record de l'épreuve |
| 2012    | Meseret Hailu        | Éthiopie | 2 h 21 min 09 s | 21 octobre   | Record de l'épreuve |
| 2013    | Valentine Kipketer   | Kenya    | 2 h 23 min 02 s | 20 octobre   |                     |
| 2014    | Betelhem Moges       | Éthiopie | 2 h 28 min 35 s | 19 octobre   |                     |
| 2015    | Joyce Chepkirui      | Kenya    | 2 h 24 min 11 s | 18 octobre   |                     |
| 2016    | Meselech Melkamu     | Éthiopie | 2 h 23 min 40 s | 16 octobre   |                     |
| 2017    | Tadelech Bekele      | Éthiopie | 2 h 21 min 54 s | 15 octobre   |                     |
| 2018    | Tadelech Bekele      | Éthiopie | 2 h 23 min 14 s | 21 octobre   | 2e victoire         |
| 2019    | Degitu Azimeraw      | Éthiopie | 2 h 19 min 26 s | 20 octobre   | Record de l'épreuve |
| 2021    | Angela Tanui         | Kenya    | 2 h 17 min 57 s | 17 octobre   | Record de l'épreuve |
| 2022    | Almaz Ayana          | Éthiopie | 2 h 17 min 19 s | 16 octobre   | Record de l'épreuve |
| 2023    | Meseret Belete       | Éthiopie | 2 h 18 min 19 s | 15 octobre   |                     |
| 2024    | Yalemzerf Yehualaw   | Éthiopie | 2 h 16 min 52 s | 20 octobre   | Record de l'épreuve |